# Karen Højte Jensen
Karen Højte Jensen (født 2. december 1938 på Tåsinge) er en dansk politiker, der er tidligere folketingsmedlem og kommunalbestyrelsesmedlem i henholdsvis Hvalsø og Lejre Kommuner. Hun var i begge forbindelser valgt for Det Konservative Folkeparti.
I 1964 blev Karen Højte Jensen uddannet lærer fra Skårup Statsseminarium og supplerede med kurser fra Danmarks Lærerhøjskole i 1970. Siden arbejdede hun som lærer i folkesolen.
Det politiske engagement begyndte med medlemskab af bestyrelsen for Det Konservative Folkeparti i Hvalsø i 1971. I 1978 blev hun medlem af Hvalsø Kommunalbestyrelse. Hun var formand for kommunens socialudvalg 1982−1990 og for kulturudvalget 1990−1994. I 1976 blev hun opstillet til Folketinget i Lejrekredsen (Roskilde Amtskreds), og valgt ved valget 23. oktober 1979. Hun blev fra 1981 også opstillet i Roskildekredsen og fra 1983 kun i Roskildekredsen. Karen Højte Jensen var medlem af Folketinget frem til 10. marts 1998. Siden blev hun igen kommunalbestyrelsesmedlem fra 2005 i Lejre Kommune. Karen Højte Jensen genopstillede ikke ved kommunevalget i november 2009.
18. august 1997 blev hun Ridder af 1. grad af Dannebrogordenen.